# Stervormige verzameling

Stervormige verzameling

In de meetkunde wordt een verzameling {\displaystyle S} in de euclidische ruimte {\displaystyle \mathbb {R} ^{n}} een stervormige of sterconvexe verzameling genoemd, als er een punt {\displaystyle x_{0}} in {\displaystyle S} bestaat, zodanig dat voor alle punten {\displaystyle x} in {\displaystyle S} het lijnstuk van {\displaystyle x_{0}} naar {\displaystyle x} volledig in {\displaystyle S} ligt. Deze definitie kan in het algemeen voor iedere reële of complexe vectorruimte worden gegeven.
Indien men zich verzameling {\displaystyle S} voorstelt als een omheind stuk land, dan is {\displaystyle S} een stervormige verzameling als men een uitkijkpunt, {\displaystyle x_{0}}, in {\displaystyle S} kan vinden van waaruit elk punt {\displaystyle x} in {\displaystyle S} binnen het gezichtsveld ligt.

## Voorbeelden
- Iedere niet-lege convexe verzameling is per definitie een stervormige verzameling. Het is goed mogelijk dat een stervormige verzameling niet convex is.  Een verzameling is dan en slechts dan convex als de verzameling met betrekking tot ieder punt in deze verzameling stervormig is.
- Alle lijnen of vlakken in de {\displaystyle \mathbb {R} ^{n}} zijn een stervormige verzameling.
- Een stervormige veelhoek is een veelhoek, die een stervormige verzameling is
- Een geperforeerde lijn of vlak, dus een lijn of vlak waar een punt uit ontbreekt, is geen stervormige verzameling, een cirkelring ook niet.
- Als {\displaystyle A} een verzameling in {\displaystyle \mathbb {R} ^{n}} is, dan vormt de verzameling

{\displaystyle B=\{ta:a\in A,t\in [0,1]\}}
die ontstaat door ieder punt in {\displaystyle A} met de oorsprong te verbinden, een stervormige verzameling.
- Een kruisvormige figuur is een stervormige verzameling maar niet convex.
- De afsluiting van een stervormige verzameling is opnieuw een stervormige verzameling, maar het inwendige van een stervormige verzameling is niet noodzakelijkwijs ook een stervormige verzameling.
- Iedere stervormige verzameling is enkelvoudig samenhangend.
- De vereniging en de doorsnede van twee stervormige verzamelingen is niet noodzakelijkwijs opnieuw een stervormige verzameling.
- Een niet-lege open stervormige verzameling {\displaystyle S} in {\displaystyle \mathbb {R} ^{n}} is diffeomorf ten opzichte van {\displaystyle \mathbb {R} ^{n}}.